# Adolf Schreyer

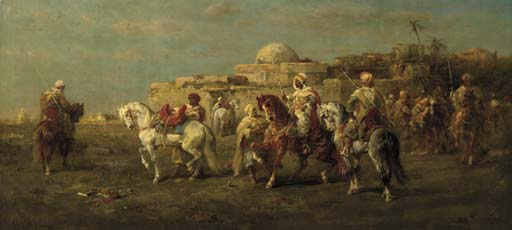
Arabische Reiter de Adolf Schreyer.

Adolf Schreyer (9 de julio de 1828 - 29 de julio de 1899) fue un pintor alemán del siglo XIX.

## Biografía
Schreyer estudió arte en el Instituto Städel en Fráncfort del Meno, y posteriormente en Stuttgart y Múnich. Pintó muchos de sus temas favoritas en sus viajes por el este de Europa. Primero acompañó al príncipe de Thurn und Taxis a través de Hungría, Valaquia, Rusia y Turquía; luego, en 1854, siguió al ejército austriaco por la frontera de Valaquia. En 1856 viajó a Egipto y Siria, y en 1861 a Argel. En 1862 se mudó a París, pero regresó a Alemania en 1870, instalándose en Kronberg im Taunus, un pueblo ubicado cerca de Frankfurt, donde murió.

## Obra
Schreyer se destacó por sus pinturas de caballos, la vida campesina en Valaquia y Moldavia, y sus representaciones de batallas. Su trabajo fue muy apetecido por coleccionistas de origen francés y estadounidense. De sus pinturas sobre batallas existen dos en la Galería Schwerin, y otras en la colección de la familia Mensdorff-Pouilly y en la Galería Raven en Berlín. El Museo Metropolitano de Nueva York posee tres obras de Schreyer: Abandoned, Arabs on the March y Arabs making a detour.